# 윈더미어 (플로리다주)

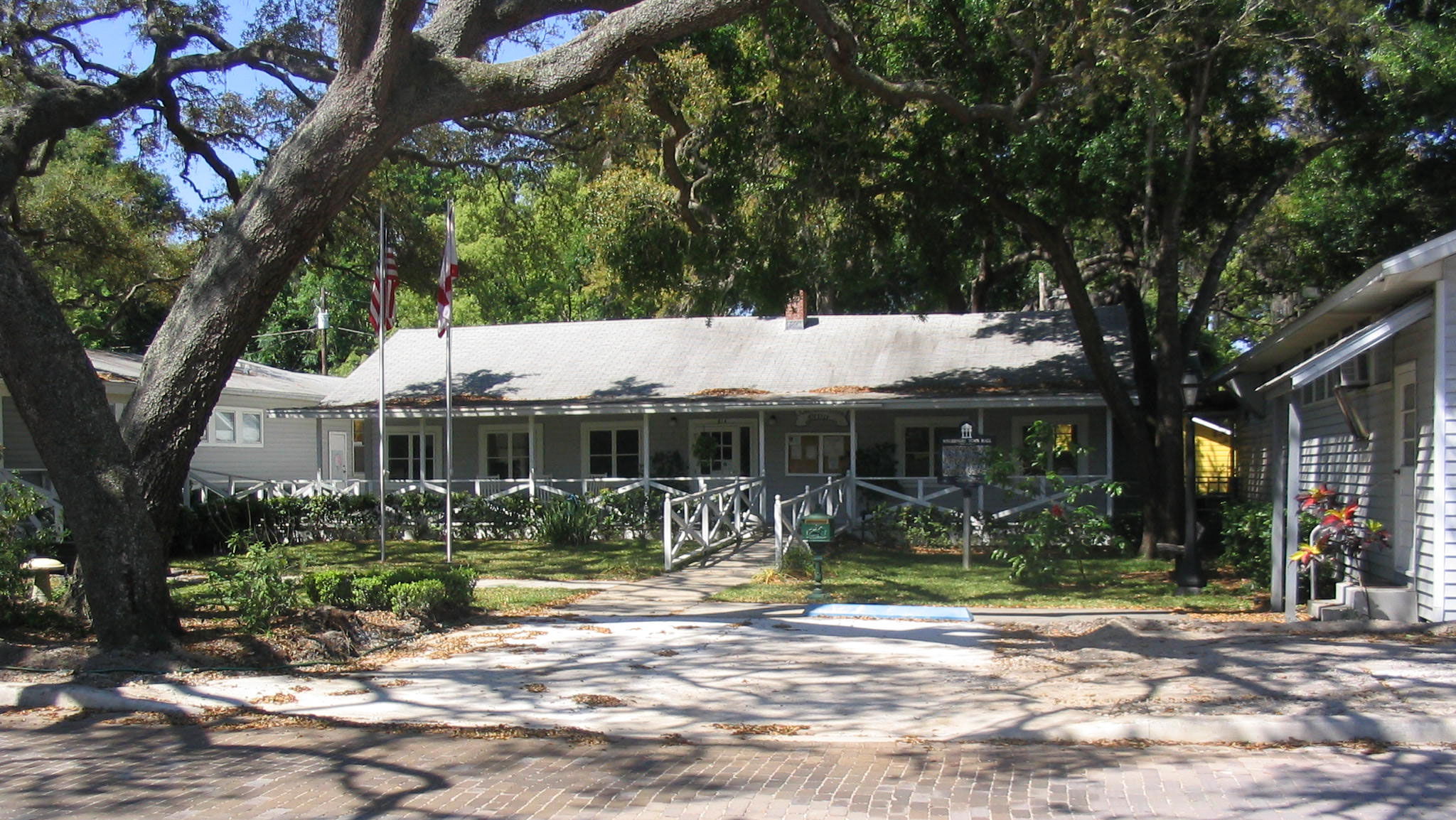
윈더미어 경찰서

윈더미어(Windermere)는 미국 플로리다주 오렌지군의 도시이다. 2010년 인구 조사에 따르면 이 지역의 인구 수는 2,462명이다. 올랜도 대도시 통계 지역의 일부이다.

## 역사
윈더미어 우체국은 1888년 개국하였다. 1901년 폐국되었다가 1911년 재개국했다. 1889년 거주 개발 지역으로 설립되었으며 1925년 인가되었다.

## 지리
미국 인구조사국에 따르면 이 도시의 면적은 1.57 제곱마일 (4.07 km2)이며, 그 중 1.56 제곱마일 (4.03 km2)는 육지이고 0.015 제곱마일 (0.04 km2)(0.98%)는 물이다.

## 인구
| 인구조사              | 인구  | Note  | %±    |
| --------------------- | ----- | ----- | ----- |
| 1930년                | 181   |       | —     |
| 1940년                | 163   |       | −9.9% |
| 1950년                | 317   |       | 94.5% |
| 1960년                | 576   |       | 81.7% |
| 1970년                | 894   |       | 55.2% |
| 1980년                | 1,302 |       | 45.6% |
| 1990년                | 1,371 |       | 5.3%  |
| 2000년                | 1,897 |       | 38.4% |
| 2010년                | 2,462 |       | 29.8% |
| 2019 (추산)           | 3,544 | [ 4 ] | 43.9% |
| U.S. Decennial Census |       |       |       |